# کوریولینک
کوریولینک (کره‌ای: 고려링크) یکی از ارائه‌دهندگان خدمات مخابرات بی‌سیم در کره شمالی است. این شرکت یک اپراتور تلفن همراه است که توسط شرکت چو تکنولوژی اداره می‌شود؛ سرمایه‌گذاری مشترک میان شرکت اوراسکام تلکام مدیا اند تکنولوژی هولدینگ (OTMT) که مالک ۷۵٪ سهام است و شرکت پست و مخابرات کره (KPTC). کوریولینک فعالیت خود را در سال ۲۰۰۸ آغاز کرد و نخستین اپراتور تلفن همراه با فناوری نسل سوم (3G) در کره شمالی به‌شمار می‌آید. این اپراتور در شهر پیونگ‌یانگ و پنج شهر دیگر، همچنین در امتداد هشت بزرگراه و مسیر راه‌آهن خدمات ارائه می‌دهد. شماره تلفن‌های شبکهٔ کوریولینک با پیش‌شماره +۸۵۰ (۰)۱۹۱۲ آغاز می‌شوند. اگرچه این شبکه مبتنی بر فناوری 3G است، اما کاربران داخلی به اینترنت جهانی دسترسی ندارند و تنها امکان استفاده از شبکه اینترانت داخلی برای آنان فراهم است. با این حال، از آوریل ۲۰۱۴، امکان دسترسی محدود به اینترنت برای کاربران خارجی با سرعت یا حجم مصرفی محدود و با هزینه‌ای نسبتاً بالا فراهم شده است.

## استفاده توسط خارجی‌ها
در ۲۶ فوریه ۲۰۱۳، کوریولینک دسترسی به اینترنت را برای شهروندان خارجی فعال کرد. هزینهٔ راه‌اندازی این سرویس ۷۵ یورو (تقریباً ۱۰۰ دلار آمریکا) بود و برای فعال نگه‌داشتن سیم‌کارت، ماهانه ۱۰ یورو (حدود ۱۳٫۱۰ دلار آمریکا) دریافت می‌شد. تعرفهٔ اینترنت نیز به صورت زیر اعلام شد: ۴۰۰ یورو (تقریباً ۵۳۲ دلار) برای ۱۰ گیگابایت، ۲۵۰ یورو (حدود ۳۳۳ دلار) برای ۵ گیگابایت و ۱۵۰ یورو (تقریباً ۲۰۰ دلار آمریکا) برای ۲ گیگابایت داده.
حدود یک ماه بعد، در ۲۹ مارس همان سال، این سرویس متوقف شد. یکی از مقام‌های کوریولینک اعلام کرد که اینترنت نسل سوم (3G) همچنان برای برخی از ساکنان بلندمدت، مانند کارکنان سفارتخانه‌ها، در دسترس خواهد بود.

## کنترل دولتی
بر پایهٔ گزارش شرکت اوراسکام، دولت کره شمالی از دست‌کم سال ۲۰۰۹ تمامی فعالیت‌های شبکه کوریولینک را زیر نظر داشته است. در این شبکه، تنها تماس‌های داخلی درون کره شمالی مجاز است. با این حال، برخی کاربران از تلفن‌های قاچاق‌شده در نواحی مرزی چین برای برقراری تماس‌های بین‌المللی استفاده کرده‌اند.
در فوریه ۲۰۱۲، دولت کره شمالی انکار کرد که در دورهٔ سوگواری مرگ کیم جونگ ایل، کاربران را از دسترسی به اینترنت منع کرده باشد.
در سپتامبر ۲۰۱۴، کوریولینک رخنه‌ای را اصلاح کرد که به کاربران داخلی اجازه می‌داد به تماس‌های بین‌المللی و اینترنتی که مخصوص گردشگران طراحی شده بود، دسترسی پیدا کنند.
در سال ۲۰۱۶، اوراسکام اعلام کرد که به دلیل تحریم‌های بین‌المللی علیه کره شمالی، در انتقال سودهای خود به خارج با مشکل مواجه شده و در جستجوی راه‌حلی برای این مسئله است. همچنین گزارش‌هایی منتشر شد مبنی بر اینکه احتمال دارد ادغام با اپراتور دولتی بیول در دستور کار قرار گیرد؛ با این حال، «نهاد حاصل از این ادغام تحت کنترل اوراسکام نخواهد بود و این بدان معناست که شرکت مصری عملاً کنترل کوریولینک را واگذار کرده است».